# Gran Premi de la Xina del 2013
El Gran Premi de la Xina de Fórmula 1 de la temporada 2013 s'ha disputat al Circuit de Xangai, del 12 al 14 d'abril del 2013.

## Resultats de la qualificació
| Pos                           | No | Pilot               | Constructor          | Part 1   | Part 2   | Part 3      | Sortida |
| ----------------------------- | -- | ------------------- | -------------------- | -------- | -------- | ----------- | ------- |
| 1                             | 10 | Lewis Hamilton      | Mercedes             | 1:35.793 | 1:35.078 | 1:34.484    | 1       |
| 2                             | 7  | Kimi Räikkönen      | Lotus-Renault        | 1:37.046 | 1:35.659 | 1:34.761    | 2       |
| 3                             | 3  | Fernando Alonso     | Ferrari              | 1:36.253 | 1:35.148 | 1:34.788    | 3       |
| 4                             | 9  | Nico Rosberg        | Mercedes             | 1:35.959 | 1:35.537 | 1:34.861    | 4       |
| 5                             | 4  | Felipe Massa        | Ferrari              | 1:35.972 | 1:35.403 | 1:34.933    | 5       |
| 6                             | 8  | Romain Grosjean     | Lotus-Renault        | 1:36.929 | 1:36.065 | 1:35.364    | 6       |
| 7                             | 19 | Daniel Ricciardo    | Toro Rosso-Ferrari   | 1:36.993 | 1:36.258 | 1:35.998    | 7       |
| 8                             | 5  | Jenson Button       | McLaren-Mercedes     | 1:36.667 | 1:35.784 | 2:05.673    | 8       |
| 9                             | 1  | Sebastian Vettel    | Red Bull-Renault     | 1:36.537 | 1:35.343 | Sense temps | 9       |
| 10                            | 11 | Nico Hülkenberg     | Sauber-Ferrari       | 1:36.985 | 1:36.261 | Sense temps | 10      |
| 11                            | 14 | Paul di Resta       | Force India-Mercedes | 1:37.478 | 1:36.287 |             | 11      |
| 12                            | 6  | Sergio Pérez        | McLaren-Mercedes     | 1:36.952 | 1:36.314 |             | 12      |
| 13                            | 15 | Adrian Sutil        | Force India-Mercedes | 1:37.349 | 1:36.405 |             | 13      |
| EX                            | 2  | Mark Webber         | Red Bull-Renault     | 1:36.148 | 1:36.679 |             | Pit1    |
| 15                            | 16 | Pastor Maldonado    | Williams-Renault     | 1:37.281 | 1:37.139 |             | 14      |
| 16                            | 18 | Jean-Éric Vergne    | Toro Rosso-Ferrari   | 1:37.508 | 1:37.199 |             | 15      |
| 17                            | 17 | Valtteri Bottas     | Williams-Renault     | 1:37.769 |          |             | 16      |
| 18                            | 12 | Esteban Gutiérrez   | Sauber-Ferrari       | 1:37.990 |          |             | 17      |
| 19                            | 22 | Jules Bianchi       | Marussia-Cosworth    | 1:38.780 |          |             | 18      |
| 20                            | 23 | Max Chilton         | Marussia-Cosworth    | 1:39.537 |          |             | 19      |
| 21                            | 20 | Charles Pic         | Caterham-Renault     | 1:39.614 |          |             | 20      |
| 22                            | 21 | Giedo van der Garde | Caterham-Renault     | 1:39.660 |          |             | 21      |
| Temps de tall (107%):1:42.498 |    |                     |                      |          |          |             |         |
| Font:                         |    |                     |                      |          |          |             |         |

- ^1 Webber va ser penalitzat a sortir l'últim per no portar prou gasolina per a fer les anàlisis. Red Bull va optar per canviar la caixa de canvi i així va sortir del pit lane.[2][3]

## Resultats de la Cursa
| Pos   | No | Pilot               | Constructor          | Voltes | Temps / Retirada | Pos.Sortida | Punts |
| ----- | -- | ------------------- | -------------------- | ------ | ---------------- | ----------- | ----- |
| 1     | 3  | Fernando Alonso     | Ferrari              | 56     | 1h 36' 26. 945   | 3           | 25    |
| 2     | 7  | Kimi Räikkönen      | Lotus-Renault        | 56     | + 10.168 s       | 2           | 18    |
| 3     | 10 | Lewis Hamilton      | Mercedes             | 56     | + 12.322 s       | 1           | 15    |
| 4     | 1  | Sebastian Vettel    | Red Bull-Renault     | 56     | + 12.525 s       | 9           | 12    |
| 5     | 5  | Jenson Button       | McLaren-Mercedes     | 56     | + 35.285 s       | 8           | 10    |
| 6     | 4  | Felipe Massa        | Ferrari              | 56     | + 40.827 s       | 5           | 8     |
| 7     | 19 | Daniel Ricciardo    | Toro Rosso-Ferrari   | 56     | + 42.691 s       | 7           | 6     |
| 8     | 14 | Paul di Resta       | Force India-Mercedes | 56     | + 51.084 s       | 11          | 4     |
| 9     | 8  | Romain Grosjean     | Lotus-Renault        | 56     | + 53.423 s       | 6           | 2     |
| 10    | 11 | Nico Hülkenberg     | Sauber-Ferrari       | 56     | + 56.598 s       | 10          | 1     |
| 11    | 6  | Sergio Pérez        | McLaren-Mercedes     | 56     | + 1' 03.860 min. | 12          |       |
| 12    | 18 | Jean-Éric Vergne    | Toro Rosso-Ferrari   | 56     | + 1' 12.604 min. | 15          |       |
| 13    | 17 | Valtteri Bottas     | Williams-Renault     | 56     | + 1' 33.861 min. | 16          |       |
| 14    | 16 | Pastor Maldonado    | Williams-Renault     | 56     | + 1' 35.453 min. | 14          |       |
| 15    | 22 | Jules Bianchi       | Marussia-Cosworth    | 55     | + 1 Volta        | 18          |       |
| 16    | 20 | Charles Pic         | Caterham-Renault     | 55     | + 1 Volta        | 20          |       |
| 17    | 23 | Max Chilton         | Marussia-Cosworth    | 55     | + 1 Volta        | 19          |       |
| 18    | 21 | Giedo van der Garde | Caterham-Renault     | 55     | + 1 Volta        | 21          |       |
| Ret   | 9  | Nico Rosberg        | Mercedes             | 21     | Suspensions      | 4           |       |
| Ret   | 2  | Mark Webber         | Red Bull-Renault     | 15     | Rodes            | 22          |       |
| Ret   | 15 | Adrian Sutil        | Force India-Mercedes | 5      | Col·lisió        | 13          |       |
| Ret   | 12 | Esteban Gutiérrez   | Sauber-Ferrari       | 4      | Col·lisió        | 17          |       |
| Font: |    |                     |                      |        |                  |             |       |